# Kościół Świętej Trójcy w Rzeszowie
Kościół Świętej Trójcy – kościół w Rzeszowie, znajduje się obecnie w centrum miasta przy ulicy Targowej. Siedziba parafii greckokatolickiej pw. Zaśnięcia Najświętszej Marii Panny w Rzeszowie.

## Historia
- Jako Kościół Świętego Ducha (1469–1579)

W 1469 roku na polecenie marszałka koronnego Rafała Pileckiego na peryferiach Rzeszowa, nieopodal Wisłoka kościółek Świętego Ducha oraz kompleks szpitalny i przytułek dla ubogich. Szpital funkcjonował do końca XVI wieku, w formie, jaką nadała mu fundacja Rafała Pileckiego. Ze względu na swoje strategiczne położenie szpital i kościół były narażone na liczne najazdy ruskich wojsk i wylewy rzeki. W 1566 roku kompleks został całkowicie zniszczony przez najeżdżające miasto wojska, jednak bez wahania podjęto się w 1605 roku jego odbudowę. Wszelkie wydatki pokrył ówczesny właściciel Rzeszowa – Kasztelan Sandomierski Mikołaj Spytek Ligęza. W 1579 kościół został poświęcony, jednak teraz otrzymał miano Świętego Krzyża.
- Jako Kościół świętego Krzyża (1579–1661)

W 1657 budynek strawił pożar. Odbudowano go dopiero w latach 1638–1648 dzięki ofiarności rzeszowskiej społeczności kupieckiej. W 11 lat po ukończeniu budowy kościół zniszczyły i obrabowały wojska siedmiogrodzkie, którymi dowodził Jerzy Rakoczy. 12 czerwca 1661 roku Kościół został po raz trzeci odbudowany i poświęcony Świętej Trójcy.
- Jako Kościół Świętej Trójcy (1661 – do dzisiaj)

Liczne pożary w mieście oszczędziły świątynię, jednak w 1720 roku wizytatorzy diecezjalni zastali ją w opłakanym stanie i stwierdzili, że nie nadaje się do użytku. 19 lat później na skutek umowy między prepozytem kościoła, Jerzym Ignacym Lubomirskim, właścicielem Rzeszowa i metropolitą przemyskim świątynie przeniesiono do Kościoła świętego Jerzego, jednak zmieniono jego nazwę na dotychczasową. Jednak budynek nie funkcjonował długo, ze względu na niechęć do niego ubogich i chorych. Lubomirski ufundował więc czwarty budynek w 1752 roku, który był oddalony od pierwotnego miejsca kilka metrów.
Kościół przetrwał do 1763 lub 1779 (data sporna). W latach 1787–1792 podjęto się jego odbudowy. Kościół z tego okresu przetrwał do dziś, jednak zmieniło się jego przeznaczenie w latach 1793–1909 pełnił rolę kaplicy cmentarnej. Do 1971 roku pełnił funkcję kaplicy przedpogrzebowej dla pochówków na cmentarzu Pobitno. Od 1981 roku jest kościołem rektoralnym z funkcją kapelanii szpitalnej Szpitala Wojewódzkiego Nr 1 przy ul. Szopena. Od 2003 kościół jest współużytkowany przez grekokatolików.
W 2012 r. wspólnota greckokatolicka poddała odnowieniu elewację kościoła. W czerwcu 2012 roku rzeszowska kuria diecezjalna oficjalnie przekazała kościół wspólnocie greckokatolickiej.

## Administratorzy
Administratorzy w latach 1496–1792:

- Wacław ze Słomnik 1469–1479
- Maciej 1486–1495
- Tomasz Daszko 1497–1507
- Maciej 1553–1583
- Stanisław Ramult 1584–1599
- Stanisław Tichowicz 1599–1601
- Szymon Masłowicz 1601–1614
- Marcin Machnicki 1614–1643
- Stanisław Oświęcimowicz 1643–1656
- Wojciech Pawłowski 1656–1657
- Stanisław Kwiecisz 1657–1663
- Sebastian Walawski 1663–1672
- Michał Łowicki 1672–1679
- Wojciech Ignacy Siarkiewicz przed 1703
- Piotr Krynicki 1705
- Michał Kukliński 1713–1728
- Szymon Słomski 1728–1743
- Maciej Tokarski 1743–1751
- Józefo Roguziewicz 1751–1755
- Jan Śliwski 1755–1757
- Ignacy Jodłowski 1758–1792
- Feliks Flejszar 1981–2009
- Jerzy Grudniak 2009–2012

## Architektura
Mały kościół wzniesiony w stylu klasycystycznym, z cegły, jednonawowy, na planie regularnego czworokąta z półkolistą niszą z tyłu i dwuspadowym dachem z sygnaturą. Od frontu czterokolumnowy portyk zwieńczony tympanonem. Otoczony od tyłu zabytkowym cmentarzem. We wnętrzu liczne tablice z epitafiami, z których najstarsza jest poświęcona Antoniemu hrabiemu de Medina zmarłemu 3 grudnia 1799. Ołtarz z wizerunkiem Świętej Trójcy Szczęsnego Morawskiego z 1884 roku.